# Cendol
Le cendol (/ˈtʃɛndɒl/) est un dessert traditionnel originaire d'Asie du Sud-Est. Il y est connu sous d'autres noms que son nom malais, notamment bánh lọt en vietnamien, lot chong en thaï (ลอดช่อง), mont let saung en birman (မုန့်လက်ဆောင်း), bang-aem lot (បង្អែមលត) ou nom lot (នំលត)  en khmer. Les principaux ingrédients sont de la farine de riz sous forme de nouilles vertes au pandan, du lait de coco, du sucre de palme et de la glace pilée.

## Étymologie

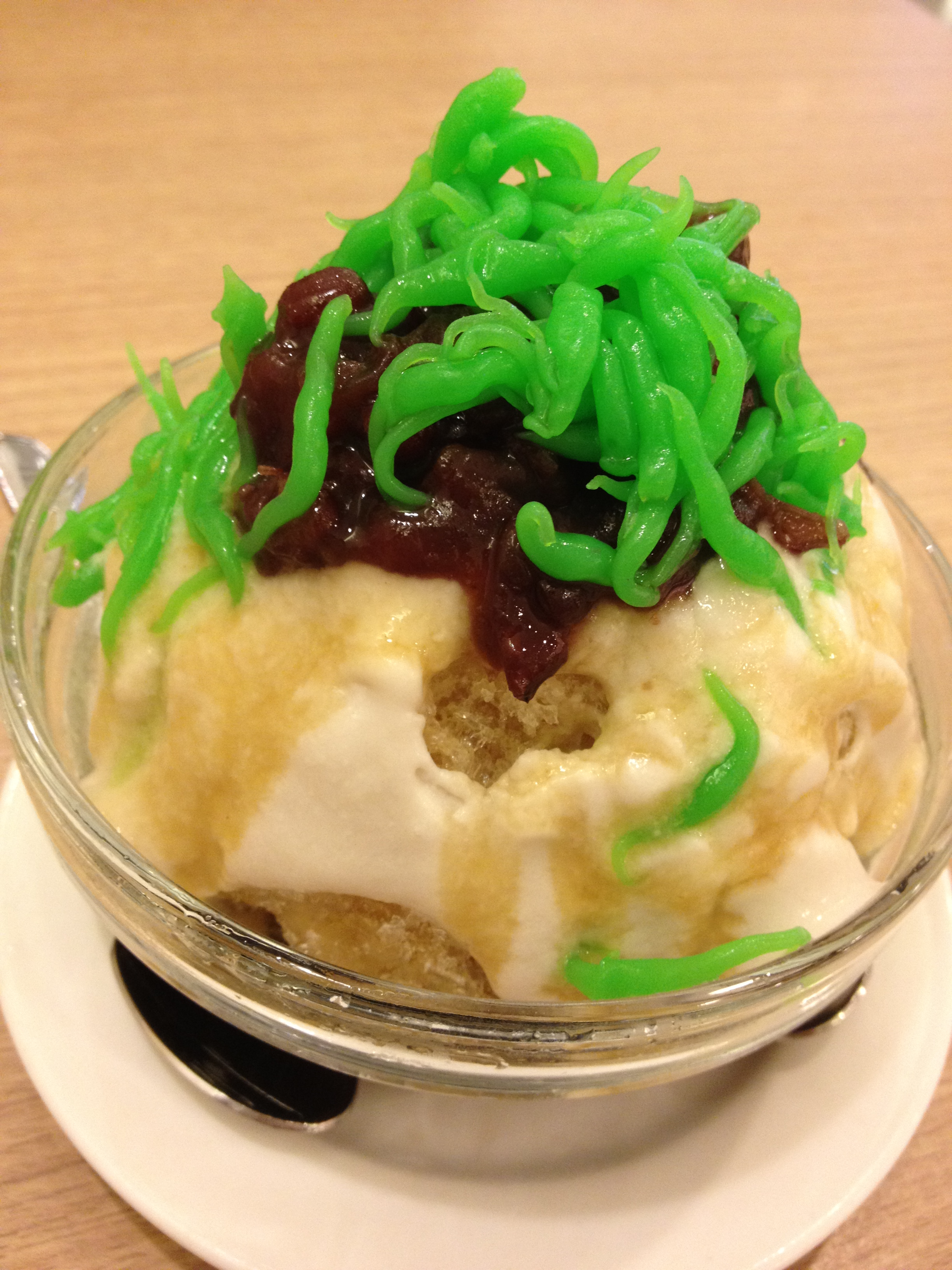
Un bol de cendol avec davantage de glace pilée et du haricot azuki.

Le dictionnaire de référence de l'indonésien (Kamus Besar Bahasa Indonesia) décrit le cendol comme étant un encas constitué de farine de riz et d'autres ingrédients qui sont façonnés par une presse puis mélangés à du sucre de palme et du lait de coco pour constituer une boisson. Il y a une croyance populaire en Indonésie qui fait remonter l'origine du nom « cendol » au mot « jendol » qui signifie « enflé ». Cela ferait référence à la forme des vermicelles de gelée de farine de riz qui sont « gonflés » ; Dans la plupart des régions d'Indonésie, le nom cendol désigne les nouilles de riz vertes, tandis que l'ensemble du dessert est appelé es cendol. Le terme dawet peut désigner la soupe de sucre de palme et de lait de coco ou l'ensemble du dessert dans le centre et l'est de Java. La variante la plus célèbre de l'es dawet vient de Banjarnegara, au centre de Java. Le cendol a été déclaré patrimoine intangible malaisien.

## Préparation
Au Viêt Nam et en Thaïlande, les noms des nouilles de riz évoquent leur méthode de préparation : bánh lọt en vietnamien désigne une préparation à base de farine, bánh, que l'on a fait passer à travers un ustensile tandis que lot chong en thaï (ลอดช่อง) signifie « qui est passé par un trou ». Il faut en effet faire passer la pâte chaude et cuite de farine de riz à travers un tamis pour la façonner. Les nouilles tombent alors dans un bain d'eau froide. Le cendol peut aussi être préparé à partir de sagou ou de tapioca, et coloré avec des feuilles de suji, le nom indonésien de Dracaena angustifolia.

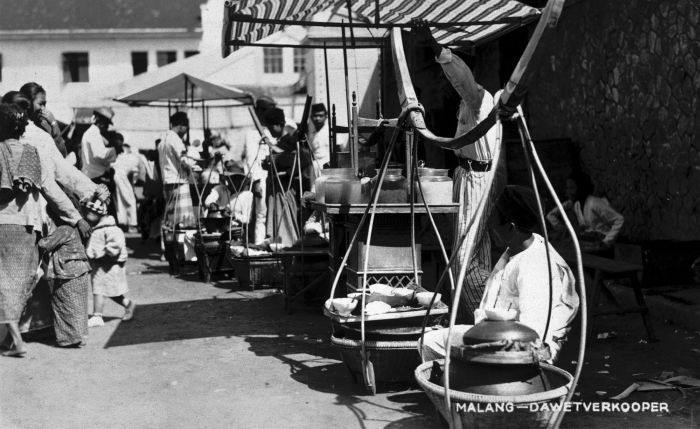
Un vendeur de dawet avec ses pots contenant les ingrédients, sur un marché de Malang dans l'est de Java (en 1935 approximativement)

## Ingrédients
Les ingrédients de base de ce dessert sont : les nouilles de gelée faites de farine de riz colorées en vert et parfumées par des feuilles de pandan, le lait de coco, du sucre de palme et de la glace pilée. Parmi les autres ingrédients, on peut trouver : des haricots azukis, du riz gluant, de la gelée d'herbe, du maïs en crème. Les dés de fruit du jacquier, la chair de durian et le lait concentré au chocolat sont populaires en Indonésie. L'influence de Singapour et de l'Occident a donné naissance à différentes variantes incluant de la crème glacée à la vanille.
Le bánh lọt est un ingrédient courant dans les desserts-boissons vietnamiennes appelées chè, et en particulier le chè ba màu (« chè trois couleurs »).

## Commercialisation

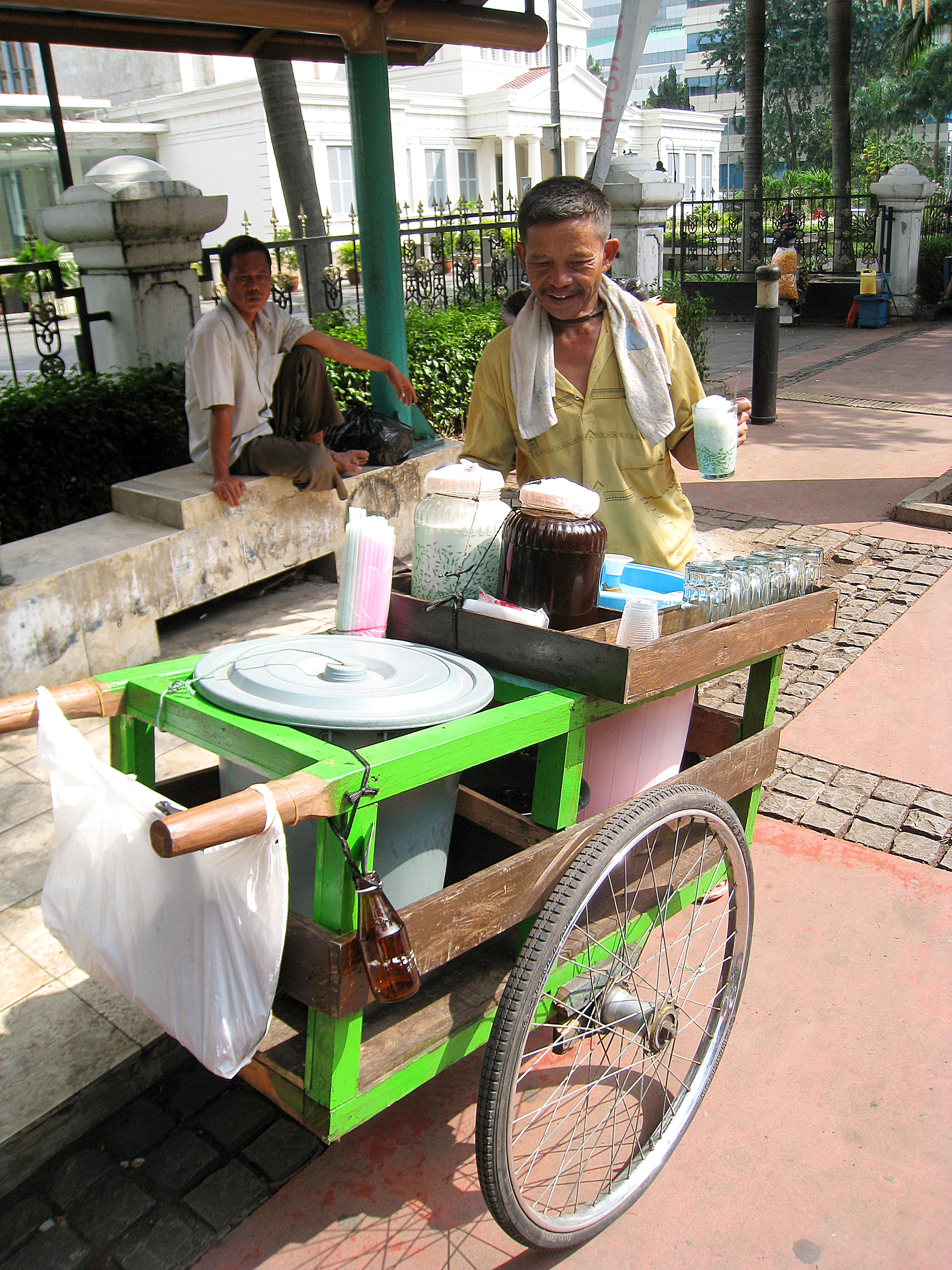
Un vendeur ambulant de cendol

Le cendol est devenu un élément essentiel et caractéristique de la cuisine d'Asie du Sud-Est et est souvent proposé par des vendeurs ambulants au bord des routes, des cafés, des stands de nourriture, des centres les regroupant et dans des aires de restauration. Les vendeurs de cendol sont presque omniprésents dans les villes indonésiennes, en particulier à Jakarta, Bandung et Yogyakarta. À l'origine, le cendol ou dawet était servi sans glace à Java, mais après l'adoption de la réfrigération, le cendol froid avec de la glace pilée (es serut) devint courant et très populaire. Il est possible que chaque pays ait développé ses propres recettes lorsque la glace fut facilement disponible. Cela explique pourquoi il est si populaire dans les villes portuaires de Malaisie, telles que Malacca, Penang et Kuala Lumpur où la technologie des bateaux réfrigérés britanniques aurait pu fournir la glace.